# Distenia viridicyanea
Distenia viridicyanea là một loài bọ cánh cứng trong họ Cerambycidae.